# مارك هيوز (لاعب كرة قدم ويلزي)
مارك هيوز (بالإنجليزية: Mark Hughes)‏ (3 فبراير 1962 في المملكة المتحدة - ) هو لاعب كرة قدم ويلزي في مركز الدفاع. لعب مع سوانزي سيتي وشروزبري تاون ونادي بريستول روفيرز ونادي بريستول سيتي ونادي ترانمير روفرز لكرة القدم ونادي توركي يونايتد.

## وصلات خارجية
- مارك هيوز على موقع قاعدة بيانات كرة القدم.إي يو (الإنجليزية)